# B3GAT2
B3GAT2 (англ. Beta-1,3-glucuronyltransferase 2) – білок, який кодується однойменним геном, розташованим у людей на короткому плечі 6-ї хромосоми. Довжина поліпептидного ланцюга білка становить 323 амінокислот, а молекулярна маса — 36 919.
| 10         |  | 20         |  | 30         |  | 40         |  | 50         |
| ---------- |  | ---------- |  | ---------- |  | ---------- |  | ---------- |
| MKSALFTRFF |  | ILLPWILIVI |  | IMLDVDTRRP |  | VPPLTPRPYF |  | SPYAVGRGGA |
| RLPLRRGGPA |  | HGTQKRNQSR |  | PQPQPEPQLP |  | TIYAITPTYS |  | RPVQKAELTR |
| LANTFRQVAQ |  | LHWILVEDAA |  | ARSELVSRFL |  | ARAGLPSTHL |  | HVPTPRRYKR |
| PGLPRATEQR |  | NAGLAWLRQR |  | HQHQRAQPGV |  | LFFADDDNTY |  | SLELFQEMRT |
| TRKVSVWPVG |  | LVGGRRYERP |  | LVENGKVVGW |  | YTGWRADRPF |  | AIDMAGFAVS |
| LQVILSNPKA |  | VFKRRGSQPG |  | MQESDFLKQI |  | TTVEELEPKA |  | NNCTKVLVWH |
| TRTEKVNLAN |  | EPKYHLDTVK |  | IEV        |  |            |  |            |

A: Аланін

C: Цистеїн

D: Аспарагінова кислота

E: Глутамінова кислота

F: Фенілаланін

G: Гліцин

H: Гістидин

I: Ізолейцин

K: Лізин

L: Лейцин

M: Метіонін

N: Аспарагін

P: Пролін

Q: Глутамін

R: Аргінін

S: Серин

T: Треонін

V: Валін

W: Триптофан

Кодований геном білок за функцією належить до трансфераз. 
Білок має сайт для зв'язування з іонами металів, іоном марганцю. 
Локалізований у мембрані, апараті гольджі.